# 大崙 (彰化縣大村鄉)
大崙，是臺灣彰化縣大村鄉的一個傳統地域名稱，位於該鄉西南部。相較於今日行政區，其範圍大致包括大崙村、新興村，以及因興建員林大排而分隔開的埔鹽鄉南港村東南部。

## 歷史
台灣清治末期至日治初期，大崙地區為一街庄，稱為「大崙庄」，隸屬於燕霧下堡。該庄輪廍呈西北—南東走向狹長形，西北與南港庄、下崙庄為鄰，東北與加錫庄、大庄為鄰，東南邊為大埔心庄，西南邊為埤霞庄。
1901年（日治明治三十四年）11月，全台廢縣廳改設二十廳，該庄隸屬於彰化廳。1903年（明治三十六年）6月，該庄編入「大埔心區」，隸屬於彰化廳。1909年（明治四十二年）10月，合併二十廳為十二廳，大埔心區改隸屬於臺中廳。1920年（大正九年），該庄改制為「大崙」大字，隸屬於臺中州員林郡大村庄，大字下有「大崙」、「小三角潭」。
戰後大村庄改制為大村鄉，隸屬於臺中縣，大字亦改制為村。1950年10月，中、彰、投分治，大村鄉改隸屬彰化縣。

## 聚落
本地區發展較早的聚落有大崙、後埤霞（港後）、小三角潭等，在日治期初期的官方地圖上已有記載。此外，本地區尚有福崙新莊、新店、新興等聚落。

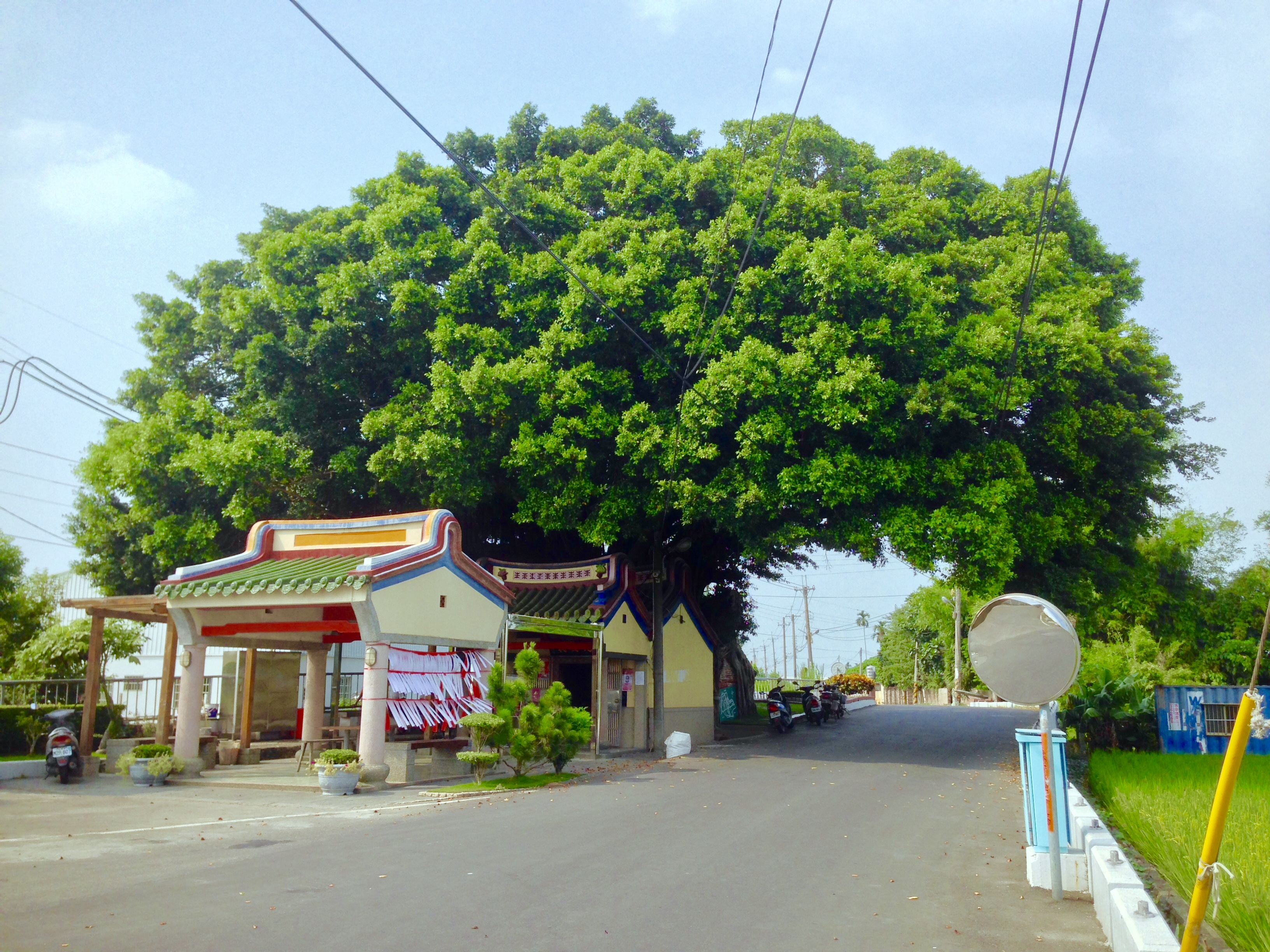
錫安祠

## 交通
國道1號又稱「中山高速公路」，是貫穿台灣西部的兩條縱向高速公路之一，大致以北北東—南南西走向經過大崙地區西北部。境內西南部邊界處與省道台76線交會處設有埔鹽系統交流道，北側較近的一般交流道為省道台19線交會處的彰化交流道，南側較近的是縣道148號交會處的員林交流道，由此等可快速前往國道1號沿線各地。
省道台76線即「東西向快速公路－漢寶草屯線」，是員林大排兩側高架道路，目前僅通行埔鹽至草屯路段，大致以西北－東南走向經過本地區西部凸出部分，並於國道1號交會處設有埔鹽系統交流道。由該道路向西北可前往埔鹽與秀水交界地帶、埔鹽與福興交界地帶並止於埔鹽交流道，向東南可前往埔心北部、員林南部、南投西北部、草屯西南部並止於國道3號中興系統交流道。縣道144號是與省道台76線併行的員林大排兩側平面道路。由該道路向西北至省道台76線埔鹽交流道後可續行前往福興西北部並止於省道台61線福興交流道，向東南至員林南部即止於縣道137號路口。
縣道146號（大溪路）是溪湖至大村鄉犁頭厝的道路，大致以西南西—東北東走向由本地區東南部凸出部分的西南側邊界入境，經鄉道彰55線路口後轉東北蜿蜒出境。由該道路向西南西於邊界轉西北再轉西可前往埤霞、員林大排第二梧鳳橋及兩岸的省道台76線高架橋／縣道144號路口、梧鳳、三塊厝、四塊厝、頂寮東南端、溪湖市區並止於省道台19線路口，向東北可前往大村市區、過溝、擺塘、蓮花池、黃厝北部的犁頭厝聚落南側並止於縣道137號路口。
鄉道彰44線（大崙二巷、大崙路）是埔鹽至貢旗的道路，大致以北北西—南南東走向由本地區北部邊界入境，其後轉東再轉南南東再轉南，至大崙聚落東側的鄉道彰53-1線起點路口轉東微北，至大西國小東南側的本地區東部邊界處經鄉道彰53-1線終點路口、彰55線路口後出境。由該道路向北北西可前往下崙、南港、廍子、埔鹽、瓦磘的修好聚落南郊並止於縣道135號路口，向東微北可前往加錫、大村市區西南郊並止於縣道146號路口。
鄉道彰53線（加錫三巷）是陝西至加錫的道路，其南側端點位於本地區東部邊界的鄉道彰44線路口。由此向北北西沿邊界而行，出境後可前往加錫、加錫與陝西交界地帶、陝西並止於縣道144甲線路口。
鄉道彰53-1線（大崙一巷、港後巷、加錫一巷、大溪路）是大崙至同安的道路，其北側端點位於本地區中部大崙聚落東側的鄉道彰44線路口。由此向南轉南南東再轉東南至本地區南部邊界後，沿邊界圳道北側蜿蜒而行，當中度出境後再入境，至鄉道彰55線路口轉東南與其共線，再轉南南東至縣道146號路口後，轉西南西改與其共線，至新店聚落西側邊界處五通北路路口轉西南沿五通北路獨竹並出境，可前往埤霞、員林大排埤霞橋及兩岸的省道台76線高架橋／縣道144號路口、梧鳳中部、舊館、同安宅並止於其南部邊界處的鄉道彰142-1線路口。
鄉道彰55線（加錫二巷、加錫一巷、新興巷）是馬鳴山至員林的道路，大致以北北東—南南西走向轉北北西—南南東走向到達本地區東部邊界（八堡第一東圳）外緣後，沿邊界外緣而行，經鄉道彰44線路口後不遠處沿邊界轉東南，其後轉南南東入境後再轉東南，至鄉道彰53-1線路口後續行與其共線，轉南微東至縣道146號路口後獨行，再轉東南經小三角潭聚落後出境。由該道路向北北東可前往加錫、陝西、秀水、安東、馬鳴山並止於鄉道彰18線路口，向東南可前往坡心北部凸出部分的東北部、坡心與南平交界地帶、南平與瓦磘厝交界地帶並止於縣道148號路口。
鄉道彰61線（二抱路一段）是埤霞至埔心的道路，其北側端點位於本地區東南部凸出部分新店聚落西側邊界處的縣道146號、鄉道彰53-1線路口。由此向東南蜿蜒而行，出境後可前往埤霞東南部北側、坡心北部凸出部分、坡心北部凸出部分與梧鳳交界地帶、油車店、坡心聚落中部並止於縣道148號路口。

## 學校
- 大西國小

## 廟宇
- 錫安祠（土地祠）